# Budapesti agglomeráció
A budapesti agglomeráció a Budapest központtal kialakult településtömörülés (agglomeráció), mely a magyar fővárost és a vele szorosan együtt élő, gazdasági, infrastrukturális, munkaerőpiaci és szolgáltatási tekintetben egymásra utalt településeket foglalja magába. A budapesti agglomeráció egyközpontú tömörülés: Budapest egymaga az agglomeráció népességének csaknem kétharmadát adja, a második legnagyobb településnek, Érdnek a népessége a budapesti lélekszám 4%-a, a népsűrűséget vizsgálva pedig a központtól a perem felé nagyjából állandó a csökkenés.
A budapesti agglomerációhoz hivatalosan tartozó 81 település felsorolását a budapesti agglomeráció területrendezési tervét rögzítő 2005. évi LXIV. törvény tartalmazza. 2007-ben e 81 településen összesen 2 457 787 fő, 2023-ban már 2 577 384 fő élt, ami Magyarország lakosságának közel egynegyedét jelentette. Ebből a főváros körüli települések össznépessége 2007-ben 755 290-et, 2023-ban pedig 906 380 főt tett ki.

## Története
A budapesti agglomeráció története 1850-től kezdődik. A polgári társadalom átalakulása, a modernizációs és a gazdasági folyamatok felgyorsulása révén Budapest népessége viharos gyorsasággal növekedni kezdett. Budapest lakossága 1870-ben 302 ezer, míg 1900-ban már 861 ezer volt. Budapest ipari, közlekedési és pénzügyi központtá vált. Ezeknek a folyamatoknak köszönhetően indult meg Budapest agglomerálódása.
A budapesti agglomerálódásnak négy szakasza különíthető el. Az első szakasz 1850 előtti egy-két évtizedet öleli fel. Pest-Budához és Óbudához tapadva létrejött két kicsi földesúri telep, Újpest és Albertfalva. Újpest 1840-ben érte el a községi rangot. A két településre elsősorban a pest-budai céhekbe fel nem vett kontárok telepedtek le. Buda és Óbuda környékére német ajkú lakosságot telepítettek le, így német többségű települések jöttek létre, mint pl. Budakalász, Budakeszi, Budafok, Budaörs, Nagykovácsi, Solymár, Tétény és Üröm. Ezeket a települések a következő évtizedekben nem, vagy csak alig érték az agglomerálódás hatásai. Ennek fő oka a Budai-hegység okozta elzártság, és hogy nem voltak felparcellázható, nagybirtokos-területek. A Pesti oldalon két nagybirtokos tulajdonában voltak a földterületek, délkeleten a Grassalkovich családhoz tartozott a mai Kispest, Pestszenterzsébet, Pestszentlőrinc és Soroksár egy része, míg északon a Károlyi családhoz a mai Újpest és Rákospalota.
A második szakasz 1850-től 1870-ig tartott. Ebben a két évtizedben az abszolutizmus lassította ugyan a városfejlődést, de a leendő főváros megteremtette a fejlődés alapfeltételeit, mint pl. a vasúthálózat kiépítésének a megkezdése, bankrendszer kiépítése, gyáripar alapjainak lerakása, agrártermékek kereskedelmi központjának a kialakítása. Ezek hatására korlátozottan, de megindult az agglomerálódás, leginkább csak a Pesti oldal északi területein. Itt Újpest emelkedik ki, ahol a lakosság 30 év alatt megnyolcszorozódott. Újpest mellett kisebb arányban, de nőtt a lakosság száma Rákospalotán és Rákoskeresztúron is. Ezen két településen megjelent a városellátó agrárgazdaság, zöldségeket, gyümölcsöket, tejet és tejtermékeket állítottak elő. Kialakult a városellátó övezet. A városhármas munkaerővonzása továbbra sem volt jelentős. A rendszeres napi ingázásnak a feltételei még nem voltak adottak. Ekkor még csak idénymunkások érkeztek a városhármasba szőlőművelésre és építkezésekre, ők a városhatáron belüli tömegszállásokon szálltak meg. A városhármas határainak közelében megjelentek a vendéglőházak, a budai oldalon az üdülőtelepek és a villák. 
A harmadik szakasz 1870-től 1895-ig tartott. A városegyesítés után Budapest viharos gyorsasággal fejlődésnek indult. 1870 és 1890 között több mint 500 ezren költöztek Budapestre. Ez a dinamikus népességfejlődés nem állt meg Budapest határainál, hanem az elővárosi településekre is kihatott. A munkások és az ipar részben az elővárosokban telepedett le, a század végére megjelent a napi ingázás. Pest déli részénél a volt Grassalkovich-uradalmat felparcellázták, ami után megindult a telepesítés. Az első parcellázások a mai Kispesten és Pestszenterzsébeten indult meg. Az első ide betelepülők főleg szegényebb iparosok, iparossegédek, vasutasok és kistisztviselők voltak. 1887-ben adták át a ráckevei HÉV-et, aminek a hatására jelentős bevándorlási hullám indult meg Pest déli területeinél. Soroksár ekkor népesült be. Újpesten a kisipar és a gyáripar volt a jellemző, a lakossága 1870-ben 6 ezer fő volt, míg 1900-ban már 42 ezer fő. A XIX. század végére kialakulnak az elővárosok, a városhatár menti telepek, elsősorban a budapesti piacokra dolgozó kisiparosok és kisvállalkozók lakóhelyei. Budapest hatása egyre erőteljesebb volt egyes elővárosokra, pl. Rákospalota agrár-falusi településből kertvárosi településsé vált. Rákospalotára főleg tisztviselők, alkalmazottak és MÁV-dolgozók települtek. Soroksáron ezzel szemben továbbra is a mezőgazdaságból élt a lakosság döntő többsége, a beköltözők száma elenyésző volt. Rákoscsabán, Cinkotán, Békásmegyeren és Pesthidegkúton is hasonló volt a helyzet, mint Soroksáron. Tétény, Rákoskeresztúr és Budafok pedig Rákospalotához hasonlóan alakultak át, és lettek Budapest elővárosai a század végére. Budafokon a borászat, a sörgyártás és az élelmiszeripar váltotta fel az agrárgazdaságot. Budapest hatása a mai Budapest határainál is túlmutatott, legjelentősebb gazdasági-társadalmi hatása Pécelre, Csömörre és Törökbálintra volt. A legjelentősebb népességgyarapodás Budaörsöt, Telkit és Ürömöt jellemezte. A pesti oldalon főleg parasztgazdálkodás és ipari tevékenység, míg a budai oldalon ipari- és  szabadidős tevékenység folyt.
A negyedik szakasz 1895-től 1950-ig tartott. Elkezdték kiépíteni az elővárosi tömegközlekedést. Először Újpestre és Kispestre indítottak omnibuszjáratokat. A ráckevei HÉV mellett átadták a szentendrei, a tétényi, a gödöllői és a csömöri HÉV-vonalakat. 1900 és 1907 között villamosvonalakat építettek ki az elővárosok közül Újpestre, Rákospalotára, Kispestre és Pesterzsébetre. A legnagyobb ingázóforgalom az elővárosok közül az északon lévő Újpest és Rákospalota felé voltak. Az elővárosi közlekedés kiépülésének hatalmas hatása volt a települések népességére és társadalmi szerkezetére. A fővárosi gyártelepeken munkát kereső tömegek Budapest határainál telepedtek le, valamint a budapesti szegényebb rétegek települtek át az elővárosokba. Nem csak a szegényebb rétegek települtek kijjebb, hanem a gyors tömegközlekedésnek köszönhetően a tisztviselők is, főleg Rákospalotára és Pestszentlőrincre. Átalakult az elővárosok társadalmi összetétele, a gyáripari munkások felváltották a korábbi kisiparosokat, a vasúti dolgozókat és az agráriumban dolgozó lakosságot. 1900 után az elővárosokban egyre erősebbé vált a helyi ipar szerepe. A befektetők egyre inkább az elővárosokba telepítették át a gyáregységeiket a kedvezőbb feltételek miatt (alacsony helyi adók, olcsóbb ingatlanok). Négy jelentős ipari terület jött létre, Újpesten, ahol a bőr- és asztalosipar, gépgyártás, izzólámpagyártás és a gyógyszeripar volt jelentős. Rákospalotán és Kispest–Pesterzsébet–Pestszentlőrincen, ahol a MÁV gépgyártása zajlott, valamit Csepelen, ahol a Weiss Manfréd Acél- és Fémművek működött. 1910-ben Csepel lakosságának a 75%-a már az iparban dolgozott. Megindult Rákosmentén a telepek kialakítása, mint pl. Sashalom, Rákosliget és Rákoshegy. A tömeges betelepülők miatt az elővárosokban a helybeli születésűek aránya sehol sem haladta meg a 25%-ot. A gyors betelepülők számával nem tudott lépést tartani az infrastruktúra, ezért az elővárosokat főleg burkolatlan utcák, csatorna- és vízvezetékhiány, gyér közvilágítás jellemezte. Az infrastruktúra jelentős fejlesztése csak az 1920-as években indult meg. „Nagy-Budapest” ötletét 1908-ban vetette fel Bárczy István budapesti polgármester és Harrer Ferenc budapesti jegyző, azzal, hogy Budapesthez kellene csatolni a szomszédos településeket. Az I. világháború után Budapest fejlődése megtört, az agglomeráció települései viszont növekedtek. Az elszegényedett budapesti polgárság és tisztviselők, valamint a távolabbi vidékekről munkát keresők is az elővárosokba áramoltak. A két világháború között az elővárosi településeken főleg textilgyárak telepedtek, mint pl. a Hazai Fésüsfonó és Szövőgyár, Unió textilgyár, vagy a Magyar Posztógyár Rt. Tovább bővítették az elővárosi tömegközlekedést Pesthidegkútra, Budakeszire, Budaörsre, Solymárra és Ürömre. Az elővárosi települések töretlenül fejlődtek, sorra városi rangt nyertek: Kispest (1922), Pesterzsébet (1923), Rákospalota, Budafok (1926), és Pestszentlőrinc (1936). 1937-ben újra felmerült „Nagy-Budapest” ötlete, de a II. világháború miatt elmaradt a határmódosítás. Az elővárosok közül Soroksár, Nagytétény és Rákoscsaba maradt el a többi településtől, beáramló lakosság szinte alig volt, a helyi lakosság közel 20%-a még mindig a mezőgazdaságban dolgozott. A 20-as évektől erősebb agglomerálódás indult be Dunakeszin és környékén, a Budapest–Vác vasútvonal  településein, és az alföld felé: Isaszeg, Pécel, Ecser, Maglód, Gyömrő, Üllő, Vecsés, Dunaharaszti és Tököl. A budai oldalon a Budai-hegység által elzárt településeken csak lassan kezdődött el ez a folyamat, egyedül Érd volt, ahol jelentősen megnőtt a lakosszám.
1950-ben Budapesthez csatoltak 7 várost és 16 nagyközséget, ezzel létrehozva Nagy-Budapestet. De továbbra is független településként maradt előváros pl. Dunakeszi, Fót, Csömör, Kistarcsa, Pécel, Maglód, Vecsés, Gyál, Dunaharaszti, Szigetszentmiklós, Érd, Budaörs, Budakeszi, Solymár, Üröm és Budakalász. A II. világháború után az erőltetett gazdaságfejlesztésnek köszönhetően nőtt Budapest munkaerőigénye. A főváros azonban nem tudta fogadni a beáramló tömegek egy részét, akik ezáltal kénytelenek voltak az elővárosokban letelepülni. A Kádár-rendszerben adminisztratívan is korlátozták a fővárosba költözést. Ezzel felpörgött az elővárosok agglomerálódása. Az 50-es 60-as évek gyors népességnövekedése révén az elővárosok lakóövezetté váltak. 1970-re egyes elővárosi településen az ingázók aránya meghaladta a 80%-ot. Budapest lakóövezete a Pesti oldalon nyúlt elég messzire, Hatvan, Jászberény, Újszász, Szolnok vonaláig. Az elővárosokba a bevándorlók többsége vidékről érkezett, míg a Budapestről kitelepülők főleg a Duna menti településekre és a Budai-hegységi településeke költöztek. A budapesti agglomeráció határait hivatalosan először 1971-ben jelölték ki. Ekkor 43 település került az agglomerációs gyűrűbe. Az elővárosi települések közül azok a települések jártak jól, amelyek rendelkeztek állami iparral, ugyanis ott állami lakásépítés folyt. Az 1980-as években már megjelentek a gazdasági hanyatlás jelei, Budapest munkaerőigénye csökkenni kezdett, új betelepülők alig érkeztek, stagnálni kezdett a lakosság száma, a fővárossal együtt az elővárosokra is jellemzően. A rendszerváltás után ezek a folyamatok felerősödtek az 1990-es években, azonban az elővárosi települések többségében növekedésnek indult a lakosságszám, ez részben a Budapestről kitelepülőknek köszönhető. Az 1980-as években megjelent a szuburbanizáció, vállalkozók és értelmiségiek költöztek ki elsősorban az elővárosi településekre. A rendszerváltást követően, az 1990-es és a 2000-es években tömegesen alapítottak vállalkozásokat az elővárosokban, ezzel javítva a települések gazdasági helyzetét. Ekkor már a középosztály alsóbb rétegei is bekapcsolódtak a szuburbanizációba. 2005-ben törvényben rögzítették a Budapest agglomerációjához tartozó településeket, ami napjainkig összesen 81 települést ölel fel.
A 2020-as covid-járvány alatt időszakosan felgyorsult a Budapestről az agglomerációba kitelepülő lakosság száma, ami fokozta az elővárosi települések telítettségből adódó komoly problémáit. A intenzív ütemű népességnövekedéssel aránytalanul lassan tart lépést az infrastruktúra fejlesztése. Elmarad a közművesítés, az túlterhelt közúthálózat rekonstrukciója és az új közintézmények kiépítése. Megnövekedett az ingázók és a gépjárművek száma, ami több elővárosi településen konfliktus forrása a régi és az újonnan betelepülő lakosság között.
A területfejlesztésről szóló 2023. évi CII. törvény 13. § (1) bekezdés d) pontja kiemelt fejlesztési tanácsként létrehozta a Budapesti Agglomeráció Fejlesztési Tanácsot.

## Szektorok

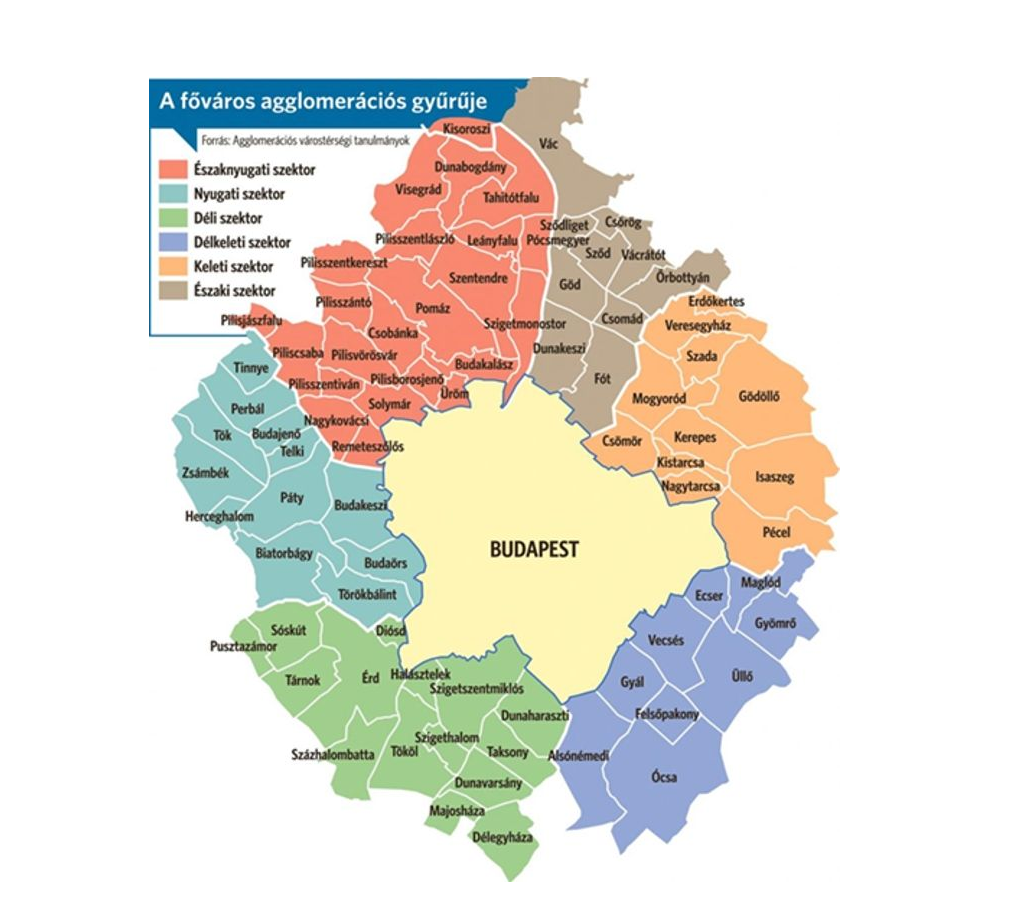
Budapest agglomerációjának a szektorai

A budapesti agglomeráció szektorait 2005-ben alakították ki, mikor meghatározták mely települések tartoznak az agglomerációba. A budapesti agglomeráció hat szektorra van felosztva: északi, keleti, délkeleti, déli, nyugati és északnyugati. A szektorok gazdaságilag, társadalmilag és területméretileg is eltérő képet mutatnak. A legnépesebb szektor a déli, míg a legritkábban lakott a nyugati. A legnagyobb szektor az északnyugati, míg a legkisebb az északi. 2011 és 2023 között a legtöbben a déli szektorba költöztek, míg a legkevesebben a délkeletibe. A legtöbb képzett ember az északnyugati szektorban él, míg a legkevesebb a délkeletiben. A legtöbb kisebbségi, és külföldi állampolgár az északnyugati szektorban él, míg a legkevesebb a délkeletiben. A helyi adóbevételekben a nyugati és az északnyugati szektor vezet, míg az utolsó helyre rendszeresen a délkeleti szektor kerül. (Az ipari termelés volumenének tekintetében Pest vármegye eleve az ország második legfejlettebb régiója, a népesség gyarapodásához hasonlóan az ipari teljesítmény részesedésének aránya is számottevő fejlődést mutat: 2000-ben 8,6 %-kal, 2022-ben 11,8%-kal járult hozzá az ország éves GDP-jéhez.)

### Északi szektor
Lakónépessége 2023. január 1-jén 142 717 fő volt, ami a budapesti agglomeráció össznépességének 5,5%-át tette ki. A 2011-es népszámlálás óta 11 188 fővel nőtt a szektor lakosság száma. 2023-ban az egy km²-re jutó lakók száma, átlagosan 599 fő volt. 2022-ben a legmagasabb befejezett iskolai végzettség szerint az érettségi végzettséggel rendelkezők éltek a legtöbben a szektorban 44 103 fő, utánuk következő nagy csoport a diplomával rendelkezők 36 118 fővel. 2022-ben a szektor lakónépességének 8,9%-a, mintegy 12 832 személy vallotta magát valamely kisebbséghez tartozónak. A kisebbségek közül német, cigány és szlovák nemzetiségűnek vallották magukat a legtöbben. 
A szektor területe 238,24 km². Ez a legkisebb területű szektor. 10 település tartozik hozzá, ebből 5 városi, 1 nagyközségi és 4 községi rangú. Legnagyobb városa Dunakeszi. A szektorok közül a harmadik leggazdagabb szektor az északi. A keleti szektorral együtt egyre inkább a középrétegek lakóhelyévé kezd válni. A szektoron belül elkülönül a Dunakanyar térsége, ami dinamikus fejlődésével, jó forgalmi adottságaival és kedvező fejlettségi mutatókkal rendelkezik. Budapestről leginkább a IV., a XIII. és a XV. kerületekből költöznek ide. 

### Keleti szektor
Lakónépessége 2023. január 1-jén 147 848 fő volt, ami a budapesti agglomeráció össznépességének 5,7%-át tette ki. A 2011-es népszámlálás óta 34 335 fővel nőtt a szektor lakosság száma. 2023-ban az egy km²-re jutó lakók száma, átlagosan 468 fő volt. 2022-ben a legmagasabb befejezett iskolai végzettség szerint az érettségi végzettséggel rendelkezők éltek a legtöbben a szektorban 44 769 fő, utánuk következő nagy csoport a diplomával rendelkezők 36 270 fővel. 2022-ben a szektor lakónépességének 9,5%-a, mintegy 14 102 személy vallotta magát valamely kisebbséghez tartozónak. A kisebbségek közül román, cigány és szlovák nemzetiségűnek vallották magukat a legtöbben.
A szektor területe 315,83 km². Ez a harmadik legkisebb területű szektor. 11 település tartozik hozzá, ebből 6 városi, 3 nagyközségi és 2 községi rangú. Legnagyobb városa Gödöllő. A szektorok közül a harmadik legszegényebb szektor a keleti. Az északi szektorral együtt egyre inkább a középrétegek lakóhelyévé kezd válni. A Gödöllői-dombság lankáira többségében Budapest XIV. és a XVI. kerületéből költöznek a legszívesebben.

### Délkeleti szektor
Lakónépessége 2023. január 1-jén 114 419 fő volt, ami a budapesti agglomeráció össznépességének 4,4%-át tette ki. A 2011-es népszámlálás óta 10 290 fővel nőtt a szektor lakosság száma. 2023-ban az egy km²-re jutó lakók száma, átlagosan 361 fő volt. 2022-ben a legmagasabb befejezett iskolai végzettség szerint az érettségi végzettséggel rendelkezők éltek a legtöbben a szektorban 35 369 fő, utánuk következő nagy csoport a szakmunkás végzettséggel rendelkezők 19 978 fővel. 2022-ben a szektor lakónépességének 8%-a, mintegy 14 102 személy vallotta magát valamely kisebbséghez tartozónak. A kisebbségek közül német, cigány és román nemzetiségűnek vallották magukat a legtöbben.
A szektor területe 317,25 km². Ez a harmadik legnagyobb területű szektor. 9 település tartozik hozzá, ebből 6 városi és 3 nagyközségi rangú. Legnépesebb városa Gyál. A szektorok közül 2024-es adatok alapján itt volt a leglassabb az urbanizálódás és itt a legalacsonyabb egy főre jutó bruttó havi átlagjövedelem. A Pesti-hordalékkúpsíkság településeire Budapestről leginkább a X., XVII. és a XVIII. kerületekből költöznek.

### Déli szektor
Lakónépessége 2023. január 1-jén 243 997 fő volt, ami a budapesti agglomeráció össznépességének 9,5%-át tette ki. A 2011-es népszámlálás óta 39 390 fővel nőtt a szektor lakosság száma. 2023-ban az egy km²-re jutó lakók száma, átlagosan 661 fő volt. 2022-ben a legmagasabb befejezett iskolai végzettség szerint az érettségi végzettséggel rendelkezők éltek a legtöbben a szektorban 77 085 fő, utánuk következő nagy csoport a diplomával rendelkezők 51 338 fővel. 2022-ben a szektor lakónépességének 9,5%-a, mintegy 23 139 személy vallotta magát valamely kisebbséghez tartozónak. A kisebbségek közül német, cigány és román nemzetiségűnek vallották magukat a legtöbben.
A szektor területe 368,94 km². Ez a második legnagyobb területű szektor. 15 település tartozik hozzá, ebből 1 vármegyei jogú, 8 városi, 2 nagyközségi és 4 községi rangú. Legnagyobb városa Érd. A szektorok közül a második legszegényebb szektor a déli. A szektor kapcsolata a Fővárossal laza, a jelentős helyi gyáripari és gazdasági bázisoknak köszönhető. Nagyarányú a keresztingázás. A szektor dunántúli része fejlettebb infrastruktúrával rendelkezik, mint a középső vagy a keleti része. Budapestről leginkább az V., VI., VII., VIII., IX., XI., XIX., XX., XXI., XXII. és a XXIII. kerületekből költöznek ide.

### Nyugati szektor
Lakónépessége 2023. január 1-jén 104 200 fő volt, ami a budapesti agglomeráció össznépességének 4%-át tette ki. A 2011-es népszámlálás óta 13 956 fővel nőtt a szektor lakosság száma. 2023-ban az egy km²-re jutó lakók száma, átlagosan 343 fő volt. 2022-ben a legmagasabb befejezett iskolai végzettség szerint a diplomával rendelkezők éltek a legtöbben a szektorban 32 790 fő, utánuk következő nagy csoport az érettségi végzettséggel rendelkezők 27 596 fővel. 2022-ben a szektor lakónépességének 13%-a, mintegy 23 100 személy vallotta magát valamely kisebbséghez tartozónak. A kisebbségek közül német, ukrán és cigány nemzetiségűnek vallották magukat a legtöbben.
A szektor területe 303,92 km². Ez a második legkisebb területű szektor. 12 település tartozik hozzá, ebből 5 városi és 7 községi rangú. Legnagyobb városa Budaörs. A szektorok közül a második leggazdagabb a nyugati. A északnyugati szektorral együtt Budapest agglomerációjának modern térsége. A rendszerváltást követően az előnyös közlekedési adottságainak köszönhetően megélénkült szolgáltatóipar és kereskedelem gócpontja lett. Számos bevásárlóközpont, raktártelep, logisztikai központ és vendéglátóhely működik itt. A Budai-hegységben helyezkedik el a fővárosi agglomeráció elit lakóövezete. 2024-es adatok alapján itt volt a legmagasabb az egy főre jutó bruttó havi átlagjövedelem. Budapestről leginkább a XII. kerületből költöznek ki ide.

### Északnyugati szektor
Lakónépessége 2023. január 1-jén 153 199 fő volt, ami a budapesti agglomeráció össznépességének 5,9%-át tette ki. A 2011-es népszámlálás óta 15 929 fővel nőtt a szektor lakosság száma. 2023-ban az egy km²-re jutó lakók száma, átlagosan 325 fő volt. 2022-ben a legmagasabb befejezett iskolai végzettség szerint a diplomával rendelkezők éltek a legtöbben a szektorban 45 653 fő, utánuk következő nagy csoport az érettségi végzettséggel rendelkezők 43 290 fővel. 2022-ben a szektor lakónépességének 15,1%-a, mintegy 23 100 személy vallotta magát valamely kisebbséghez tartozónak. A kisebbségek közül német, szlovák és cigány nemzetiségűnek vallották magukat a legtöbben.
A szektor területe 471,85 km². Ez a legnagyobb területű szektor. 23 település tartozik hozzá, ebből 6 városi, 3 nagyközségi és 14 községi rangú. Legnagyobb városa Szentendre. Vásárlóerő-paritás alapján szektorok közül 2019-ben a legtehetősebb szektor volt. A szektor a nyugati szektorral együtt Budapest agglomerációjának modern térsége. A szektorra jellemző az elit kertvárosi és a gyáripari lakóövezetek is. Az urbanizáció a nyugati szektorral együtt a legdinamikusabban fejlődő. A Pilis és a Visegrádi-hegység friss levegője leginkább Budapest I., II. és III. kerületéből vonzza az ide kiköltözőket.
| Szektor      | Települések száma | Települések száma | Népszámlálás 2011 | Becslés 2023 | Változás | Terület (km²) | Népsűrűség (fő/km²) |
| Szektor      | összes            | város             | Népszámlálás 2011 | Becslés 2023 | Változás | Terület (km²) | Népsűrűség (fő/km²) |
| ------------ | ----------------- | ----------------- | ----------------- | ------------ | -------- | ------------- | ------------------- |
| Északi       | 10                | 5                 | 131 529           | 142 717      | +8,51%   | 238,24        | 599                 |
| Keleti       | 11                | 6                 | 113 513           | 147 848      | +30,25%  | 315,83        | 468                 |
| Délkeleti    | 9                 | 6                 | 104 129           | 114 419      | +9,88%   | 317,25        | 361                 |
| Déli         | 15                | 9                 | 204 607           | 243 997      | +19,25%  | 368,94        | 661                 |
| Nyugati      | 12                | 5                 | 90 244            | 104 200      | +15,46%  | 303,92        | 343                 |
| Északnyugati | 23                | 6                 | 137 270           | 153 199      | +11,60%  | 471,85        | 325                 |
| Összesen     | 80                | 37                | 781 292           | 906 380      | +16,01%  | 2016,03       | 449                 |

### Szektorokhoz tartozó települések
| - Északi szektor - Csomád - Csörög - Dunakeszi - Fót - Göd - Őrbottyán - Sződ - Sződliget - Vác - Vácrátót - Keleti szektor - Csömör - Erdőkertes - Gödöllő - Isaszeg - Kerepes - Kistarcsa - Mogyoród - Nagytarcsa - Pécel - Szada - Veresegyház - Délkeleti szektor - Alsónémedi - Ecser - Felsőpakony - Gyál - Gyömrő - Maglód - Ócsa - Üllő - Vecsés - Déli szektor - Délegyháza - Diósd - Dunaharaszti - Dunavarsány - Érd - Halásztelek - Majosháza - Pusztazámor - Sóskút - Százhalombatta - Szigethalom - Szigetszentmiklós - Taksony - Tárnok - Tököl | - Nyugati szektor - Biatorbágy - Budajenő - Budakeszi - Budaörs - Herceghalom - Páty - Perbál - Telki - Tinnye - Tök - Törökbálint - Zsámbék - Északnyugati szektor - Budakalász - Csobánka - Dunabogdány - Kisoroszi - Leányfalu - Nagykovácsi - Pilisborosjenő - Piliscsaba - Pilisjászfalu - Pilisvörösvár - Pilisszántó - Pilisszentiván - Pilisszentkereszt - Pilisszentlászló - Pócsmegyer - Pomáz - Remeteszőlős - Solymár - Szentendre - Szigetmonostor - Tahitótfalu - Üröm - Visegrád |

## A Budapesti agglomerációhoz tartozó települések
|  | Főváros           |
|  | Megyei jogú város |
|  | Város             |

| Rangsor | Település         | Szektor      | Népszámlálás 2011 | Becslés 2023 | Változás | Terület (km²) | Népsűrűség (fő/km²) |
| ------- | ----------------- | ------------ | ----------------- | ------------ | -------- | ------------- | ------------------- |
| 1       | Budapest          | -            | 1 729 040         | 1 671 004    | −3,36%   | 525,6         | 3207                |
| 2       | Érd               | Déli         | 63 631            | 70 800       | +11,27%  | 63,31         | 1118                |
| 3       | Dunakeszi         | Északi       | 40 545            | 43 061       | +6,21%   | 31,06         | 1386                |
| 4       | Szigetszentmiklós | Déli         | 34 708            | 39 954       | +15,11%  | 45,65         | 875                 |
| 5       | Vác               | Északi       | 33 831            | 34 040       | +0,62%   | 61,6          | 553                 |
| 6       | Gödöllő           | Keleti       | 32 522            | 32 688       | +0,51%   | 61,92         | 528                 |
| 7       | Budaörs           | Nyugati      | 26 757            | 29 397       | +9,87%   | 23,59         | 1246                |
| 8       | Szentendre        | Északnyugati | 25 310            | 28 494       | +12,58%  | 43,82         | 650                 |
| 9       | Gyál              | Délkeleti    | 23 338            | 24 463       | +4,82%   | 24,93         | 981                 |
| 10      | Dunaharaszti      | Déli         | 20 473            | 23 637       | +15,45%  | 29,17         | 810                 |
| 11      | Göd               | Északi       | 17 476            | 21 992       | +25,84%  | 24,44         | 874                 |
| 12      | Vecsés            | Délkeleti    | 20 088            | 21 352       | +6,29%   | 36,17         | 590                 |
| 13      | Fót               | Északi       | 19 068            | 20 975       | +10,00%  | 37,4          | 560                 |
| 14      | Veresegyház       | Északi       | 15 998            | 20 783       | +29,91%  | 28,56         | 728                 |
| 15      | Pomáz             | Északnyugati | 16 622            | 18 419       | +10,81%  | 49,03         | 376                 |
| 16      | Gyömrő            | Délkeleti    | 16 250            | 20 216       | +24,41%  | 26,51         | 763                 |
| 17      | Szigethalom       | Déli         | 16 886            | 18 286       | +8,29%   | 9,12          | 2005                |
| 18      | Százhalombatta    | Déli         | 17 952            | 17 856       | −0,53%   | 28,06         | 636                 |
| 19      | Pécel             | Keleti       | 15 168            | 17 331       | +14,26%  | 43,63         | 397                 |
| 20      | Budakeszi         | Nyugati      | 13 502            | 15 473       | +14,60%  | 37,1          | 417                 |
| 21      | Biatorbágy        | Nyugati      | 12 484            | 15 151       | +21,36%  | 44,12         | 343                 |
| 22      | Törökbálint       | Nyugati      | 12 841            | 14 741       | +14,80%  | 29,4          | 501                 |
| 23      | Pilisvörösvár     | Északnyugati | 13 667            | 14 428       | +5,57%   | 24,3          | 594                 |
| 24      | Kistarcsa         | Keleti       | 11 953            | 13 606       | +13,83%  | 11,02         | 1235                |
| 25      | Üllő              | Délkeleti    | 11 425            | 12 611       | +10,38%  | 48,1          | 262                 |
| 26      | Maglód            | Délkeleti    | 11 732            | 12 412       | +5,80%   | 22,38         | 555                 |
| 27      | Budakalász        | Északnyugati | 10 619            | 12 013       | +13,13%  | 15,17         | 792                 |
| 28      | Halásztelek       | Déli         | 9 200             | 11 896       | +29,30%  | 8,64          | 1376                |
| 29      | Isaszeg           | Keleti       | 11 152            | 11 645       | +4,42%   | 54,83         | 212                 |
| 30      | Diósd             | Déli         | 9 056             | 11 484       | +26,81%  | 5,75          | 1997                |
| 31      | Tököl             | Déli         | 10 851            | 11 332       | +4,43%   | 38,49         | 294                 |
| 32      | Kerepes           | Keleti       | 10 068            | 11 066       | +9,91%   | 24,08         | 460                 |
| 33      | Solymár           | Északnyugati | 9 886             | 11 005       | +11,32%  | 17,86         | 616                 |
| 34      | Tárnok            | Déli         | 8 805             | 10 526       | +19,55%  | 23,6          | 446                 |
| 35      | Csömör            | Keleti       | 9 293             | 10 215       | +9,92%   | 22,7          | 450                 |
| 36      | Ócsa              | Délkeleti    | 8 985             | 9 941        | +10,64%  | 81,66         | 122                 |
| 37      | Erdőkertes        | Keleti       | 7 307             | 9 564        | +30,89%  | 5,75          | 1663                |
| 38      | Dunavarsány       | Déli         | 7 363             | 8 799        | +19,50%  | 22,52         | 391                 |
| 39      | Nagykovácsi       | Északnyugati | 7 095             | 8 789        | +23,88%  | 27,67         | 318                 |
| 40      | Piliscsaba        | Északnyugati | 8 472             | 8 612        | +1,65%   | 25,57         | 337                 |
| 41      | Páty              | Nyugati      | 7 009             | 8 476        | +20,93%  | 39,3          | 216                 |
| 42      | Üröm              | Északnyugati | 7 356             | 8 260        | +12,29%  | 6,66          | 1240                |
| 43      | Őrbottyán         | Északi       | 7 102             | 8 203        | +15,50%  | 27,38         | 300                 |
| 44      | Mogyoród          | Keleti       | 6 437             | 7 974        | +23,88%  | 34,48         | 231                 |
| 45      | Taksony           | Déli         | 6 107             | 6 842        | +12,04%  | 20,85         | 328                 |
| 46      | Szada             | Keleti       | 4 721             | 6 348        | +34,46%  | 16,72         | 305                 |
| 47      | Nagytarcsa        | Keleti       | 3 940             | 6 323        | +60,48%  | 12,14         | 521                 |
| 48      | Tahitótfalu       | Északnyugati | 5 488             | 6 224        | +13,41%  | 39,17         | 159                 |
| 49      | Zsámbék           | Nyugati      | 5 174             | 5 786        | +11,83%  | 33,66         | 172                 |
| 50      | Alsónémedi        | Délkeleti    | 5 144             | 5 552        | +7,93%   | 49,07         | 113                 |
| 51      | Délegyháza        | Déli         | 3 378             | 5 812        | +72,05%  | 25,42         | 229                 |
| 52      | Sződliget         | Keleti       | 4 464             | 4 825        | +8,09%   | 7,31          | 660                 |
| 53      | Telki             | Nyugati      | 3 661             | 4 478        | +22,32%  | 10,47         | 428                 |
| 54      | Pilisborosjenő    | Északnyugati | 3 478             | 4 293        | +23,43%  | 9,27          | 463                 |
| 55      | Pilisszentiván    | Északnyugati | 4 165             | 4 279        | +2,74%   | 8,12          | 527                 |
| 56      | Ecser             | Délkeleti    | 3 775             | 4 114        | +8,98%   | 13,1          | 314                 |
| 57      | Leányfalu         | Északnyugati | 3 385             | 4 003        | +18,26%  | 15,37         | 260                 |
| 58      | Felsőpakony       | Délkeleti    | 3 386             | 3 775        | +11,49%  | 15,33         | 246                 |
| 59      | Csobánka          | Északnyugati | 3 153             | 3 609        | +14,46%  | 22,76         | 159                 |
| 60      | Sóskút            | Déli         | 3 057             | 3 597        | +17,66%  | 27,67         | 130                 |
| 61      | Sződ              | Északi       | 3 684             | 3 482        | −5,48%   | 13,53         | 257                 |
| 62      | Dunabogdány       | Északnyugati | 3 037             | 3 315        | +9,15%   | 25,5          | 130                 |
| 63      | Szigetmonostor    | Északnyugati | 2 202             | 2 999        | +36,19%  | 23,51         | 128                 |
| 64      | Herceghalom       | Nyugati      | 2 135             | 2 790        | +30,68%  | 7,34          | 380                 |
| 65      | Pócsmegyer        | Északnyugati | 1 859             | 2 766        | +48,79%  | 13,08         | 212                 |
| 66      | Pilisszántó       | Északnyugati | 3 002             | 2 668        | −11,13%  | 15,96         | 167                 |
| 67      | Budajenő          | Nyugati      | 1 687             | 2 403        | +42,44%  | 12,42         | 194                 |
| 68      | Vácrátót          | Északi       | 1 870             | 2 324        | +24,28%  | 18,09         | 129                 |
| 69      | Pilisszentkereszt | Északnyugati | 2 259             | 2 181        | −3,45%   | 17,21         | 127                 |
| 70      | Perbál            | Nyugati      | 2 046             | 2 122        | +3,71%   | 25,65         | 83                  |
| 71      | Pilisjászfalu     | Északnyugati | 1 568             | 1 968        | +25,51%  | 6,97          | 282                 |
| 72      | Csörög            | Északi       | 1 944             | 1 943        | −0,05%   | 5,05          | 385                 |
| 73      | Tinnye            | Nyugati      | 1 607             | 1 898        | +18,11%  | 16,14         | 118                 |
| 74      | Csomád            | Északi       | 1 545             | 1 802        | +16,63%  | 12,38         | 146                 |
| 75      | Visegrád          | Északnyugati | 1 718             | 1 789        | +4,13%   | 33,27         | 54                  |
| 76      | Majosháza         | Déli         | 1 482             | 1 715        | +15,72%  | 11,42         | 150                 |
| 77      | Tök               | Nyugati      | 1 341             | 1 470        | +9,62%   | 24,73         | 59                  |
| 78      | Pilisszentlászló  | Északnyugati | 1 223             | 1 285        | +5,07%   | 17,75         | 72                  |
| 79      | Pusztazámor       | Déli         | 1 168             | 1 265        | +8,30%   | 9,27          | 137                 |
| 80      | Remeteszőlős      | Északnyugati | 779               | 1 022        | +31,19%  | 2,89          | 354                 |
| 81      | Kisoroszi         | Északnyugati | 927               | 908          | −2,05%   | 10,94         | 83                  |

## Lásd még
- Magyarország agglomerációs térségei